# Éder (fotbalista, 1986)
Éder Citadin Martins, zkráceně Éder (15. listopad 1986, Lauro Müller, Brazílie) je bývalý brazilsko italský fotbalový útočník.
Jeho prarodiče pocházejí z Itálie.

## Kariéra

### Klubová
V Brazílii hrál v začátcích své kariéry v klubu Criciúma Esporte Clube. V roce 2006 ve svých 20 letech odešel do Evropy do italského týmu Empoli FC.

### Itálie
Éder zaujal trenéry italského národního týmu svou formou a tak mu představitelé Italské fotbalové federace nabídli italské občanství. Po vyřízení nutných formalit jej trenér Antonio Conte nominoval 21. března 2015 ke kvalifikačnímu utkání proti Bulharsku a přátelskému zápasu proti Anglii.

V A-týmu Itálie debutoval 28. 3. 2015 proti týmu Bulharska, v utkání vstřelil gól na konečných 2:2.

## Přestupy
Zdroj:
- z Criciúma do Empoli za 550 000 Euro
- z Empoli do Frosinone za 1 500 000 Euro
- z Frosinone do Empoli za 2 300 000 Euro
- z Empoli do Brescia za 4 200 000 Euro
- z Brescia do Cesena za 5 000 000 Euro
- z Cesena do Sampdoria za 500 000 Euro (hostování)
- z Cesena do Sampdoria za 3 500 000 Euro
- z Sampdoria do Inter za 2 000 000 Euro (hostování)
- z Sampdoria do Inter za 9 800 000 Euro
- z Inter do Jiangsu Suning za 5 700 000 Euro
- z Jiangsu Suning do São Paulo zadarmo

## Statistika

### Klubová
| Sezóna                   | Klub                     | Ligová soutěž            | Ligová soutěž | Ligová soutěž | Domácí poháry | Domácí poháry | Domácí poháry | Kontinentální poháry | Kontinentální poháry | Kontinentální poháry | Celkem | Celkem |
| Sezóna                   | Klub                     | Soutěž                   | Zápasy        | Góly          | Soutěž        | Zápasy        | Góly          | Soutěž               | Zápasy               | Góly                 | Zápasy | Góly   |
| ------------------------ | ------------------------ | ------------------------ | ------------- | ------------- | ------------- | ------------- | ------------- | -------------------- | -------------------- | -------------------- | ------ | ------ |
| 2004                     | Criciúma                 | Série A                  | 1             | 0             | -             | 0             | 0             | -                    | 0                    | 0                    | 1      | 0      |
| 2005                     | Criciúma                 | MC+Série B               | 10+19         | 3+5           | -             | 0             | 0             | -                    | 0                    | 0                    | 29     | 8      |
| 2006                     | Empoli                   | Serie A                  | 0             | 0             | IP            | 0             | 0             | -                    | 0                    | 0                    | 0      | 0      |
| 2006/07                  | Empoli                   | Serie A                  | 5             | 0             | IP            | 4             | 0             | -                    | 0                    | 0                    | 9      | 0      |
| 2007/08                  | Empoli                   | Serie A                  | 0             | 0             | IP            | 0             | 0             | PU                   | 1                    | 0                    | 1      | 0      |
| 2008                     | Frosinone                | Serie B                  | 19            | 6             | IP            | 0             | 0             | -                    | 0                    | 0                    | 19     | 6      |
| 2008/09                  | Frosinone                | Serie B                  | 33            | 15            | IP            | 1             | 0             | -                    | 0                    | 0                    | 34     | 15     |
| Celkem za Frosinone      | Celkem za Frosinone      | Celkem za Frosinone      | 52            | 21            | -             | 1             | 0             | -                    | 0                    | 0                    | 53     | 21     |
| 2009/10                  | Empoli                   | Serie B                  | 40            | 27            | IP            | 2             | 0             | -                    | 0                    | 0                    | 42     | 27     |
| Celkem za Empoli         | Celkem za Empoli         | Celkem za Empoli         | 45            | 27            | -             | 6             | 0             | -                    | 1                    | 0                    | 52     | 27     |
| 2010/11                  | Brescia                  | Serie A                  | 35            | 6             | IP            | 1             | 0             | -                    | 0                    | 0                    | 36     | 6      |
| 2011/12                  | Cesena                   | Serie A                  | 17            | 2             | IP            | 2             | 0             | -                    | 0                    | 0                    | 19     | 2      |
| 2012                     | Sampdoria                | Serie B                  | 15+4          | 4+1           | -             | 0             | 0             | -                    | 0                    | 0                    | 19     | 5      |
| 2012/13                  | Sampdoria                | Serie A                  | 30            | 7             | IP            | 0             | 0             | -                    | 0                    | 0                    | 30     | 7      |
| 2013/14                  | Sampdoria                | Serie A                  | 33            | 12            | IP            | 1             | 0             | -                    | 0                    | 0                    | 34     | 12     |
| 2014/15                  | Sampdoria                | Serie A                  | 30            | 9             | IP            | 1             | 3             | -                    | 0                    | 0                    | 31     | 12     |
| 2015/16                  | Sampdoria                | Serie A                  | 19            | 12            | IP            | 0             | 0             | EL                   | 2                    | 1                    | 21     | 13     |
| Celkem za Sampdorii      | Celkem za Sampdorii      | Celkem za Sampdorii      | 131           | 45            | -             | 2             | 3             | -                    | 2                    | 1                    | 135    | 49     |
| 2016                     | Inter                    | Serie A                  | 14            | 1             | IP            | 1             | 0             | -                    | 0                    | 0                    | 15     | 1      |
| 2016/17                  | Inter                    | Serie A                  | 33            | 8             | IP            | 1             | 0             | EL                   | 6                    | 2                    | 40     | 10     |
| 2017/18                  | Inter                    | Serie A                  | 29            | 3             | IP            | 2             | 0             | -                    | 0                    | 0                    | 31     | 3      |
| Celkem za Inter          | Celkem za Inter          | Celkem za Inter          | 76            | 12            | -             | 4             | 0             | -                    | 6                    | 2                    | 86     | 14     |
| 2018                     | Jiangsu Suning           | Super League             | 16            | 11            | ČP            | 0             | 0             | -                    | 0                    | 0                    | 16     | 11     |
| 2019                     | Jiangsu Suning           | Super League             | 24            | 12            | ČP            | 1             | 0             | -                    | 0                    | 0                    | 25     | 12     |
| 2020                     | Jiangsu Suning           | Super League             | 14+6          | 8+1           | ČP            | 1             | 0             | -                    | 0                    | 0                    | 21     | 9      |
| Celkem za Jiangsu Suning | Celkem za Jiangsu Suning | Celkem za Jiangsu Suning | 60            | 32            | -             | 2             | 0             | -                    | 0                    | 0                    | 62     | 32     |
| 2021                     | São Paulo                | MP+Série A               | 9+26          | 1+9           | BP            | 3             | 2             | PO                   | 5                    | 1                    | 29     | 5      |
| 2022                     | São Paulo                | MP+Série A               | 13+13         | 1+1           | BP            | 3             | 1             | JAP                  | 2                    | 0                    | 32     | 3      |
| Celkem za São Paulo      | Celkem za São Paulo      | Celkem za São Paulo      | 48            | 4             | -             | 6             | 3             | -                    | 7                    | 1                    | 61     | 8      |
| 2023                     | Criciúma                 | MC+Série B               | 9+26          | 1+9           | BP            | 2             | 1             | -                    | 0                    | 0                    | 37     | 11     |
| 2024                     | Criciúma                 | MC+Série A               | 10+16         | 2+0           | BP            | 4             | 1             | -                    | 0                    | 0                    | 30     | 3      |
| Celkem za Criciúmu       | Celkem za Criciúmu       | Celkem za Criciúmu       | 91            | 20            | -             | 6             | 2             | -                    | 0                    | 0                    | 97     | 22     |
| Celkově                  | Celkově                  | Celkově                  | 555           | 169           | -             | 30            | 8             | -                    | 16                   | 4                    | 601    | 181    |

### Reprezentační

#### Statistika na velkých turnajích
| Reprezentace | Rok     | Zápasy             | Zápasy | Zápasy    | Zápasy           | Zápasy           | Zápasy            |
| Reprezentace | Rok     | Fáze turnaje       | Datum  | Soupeř    | Odehraných minut | Vstřelené branky | Výsledek          |
| ------------ | ------- | ------------------ | ------ | --------- | ---------------- | ---------------- | ----------------- |
| Itálie       | ME 2016 | 1 zápas ve skupině | 13. 6. | Belgie    | 75               | 0                | 2:0               |
| Itálie       | ME 2016 | 2 zápas ve skupině | 17. 6. | Švédsko   | 90               | 1                | 1:0               |
| Itálie       | ME 2016 | Osmifinále         | 27. 6. | Španělsko | 82               | 0                | 2:0               |
| Itálie       | ME 2016 | Čtvrtfinále        | 2. 7.  | Německo   | 108              | 0                | 1:1 (6:5 na pen.) |

#### Reprezentační branky
| Gól | Datum        | Stadion                                        | Soupeř          | Skóre | Výsledek | Soutěž                 |
| --- | ------------ | ---------------------------------------------- | --------------- | ----- | -------- | ---------------------- |
| 010 | 28. 3. 2015  | Národní stadion Vasil Levski, Sofia, Bulharsko | Bulharsko       | 2:2   | 2:2      | Kvalifikace na ME 2016 |
| 02  | 10. 10. 2015 | Olympijský stadion, Baku, Ázerbájdžán          | Ázerbájdžán     | 0:1   | 1:3      | Kvalifikace na ME 2016 |
| 03  | 17. 6. 2016  | Stadium municipal, Toulouse, Francie           | Švédsko         | 1:0   | 1:0      | ME 2016 – skupina      |
| 04  | 28. 3. 2017  | Amsterdam ArenA, Amsterdam, Nizozemí           | Nizozemí        | 1:1   | 1:2      | Přátelské utkání       |
| 05  | 7. 6. 2017   | Allianz Riviera, Nice, Francie                 | Uruguay         | 2:0   | 3:0      | Přátelské utkání       |
| 06  | 11. 6. 2017  | Stadio Friuli, Udine, Itálie                   | Lichtenštejnsko | 3:0   | 5:0      | Kvalifikace na MS 2018 |

## Úspěchy

### Klubové
- vítěz čínské ligy (1x)

Jiangsu Suning: 2020
- vítěz mistrovství Paulista (1x)

São Paulo: 2021
- vítěz mistrovství Catarinense (2x)

Criciúma: 2023, 2024

### Reprezentační
- 1× na ME (2016)

### Individuální
- nejlepší střelec ve 2. italské lize (2009/10 - 27 branek)